# Johannes Hahn (Politiker)

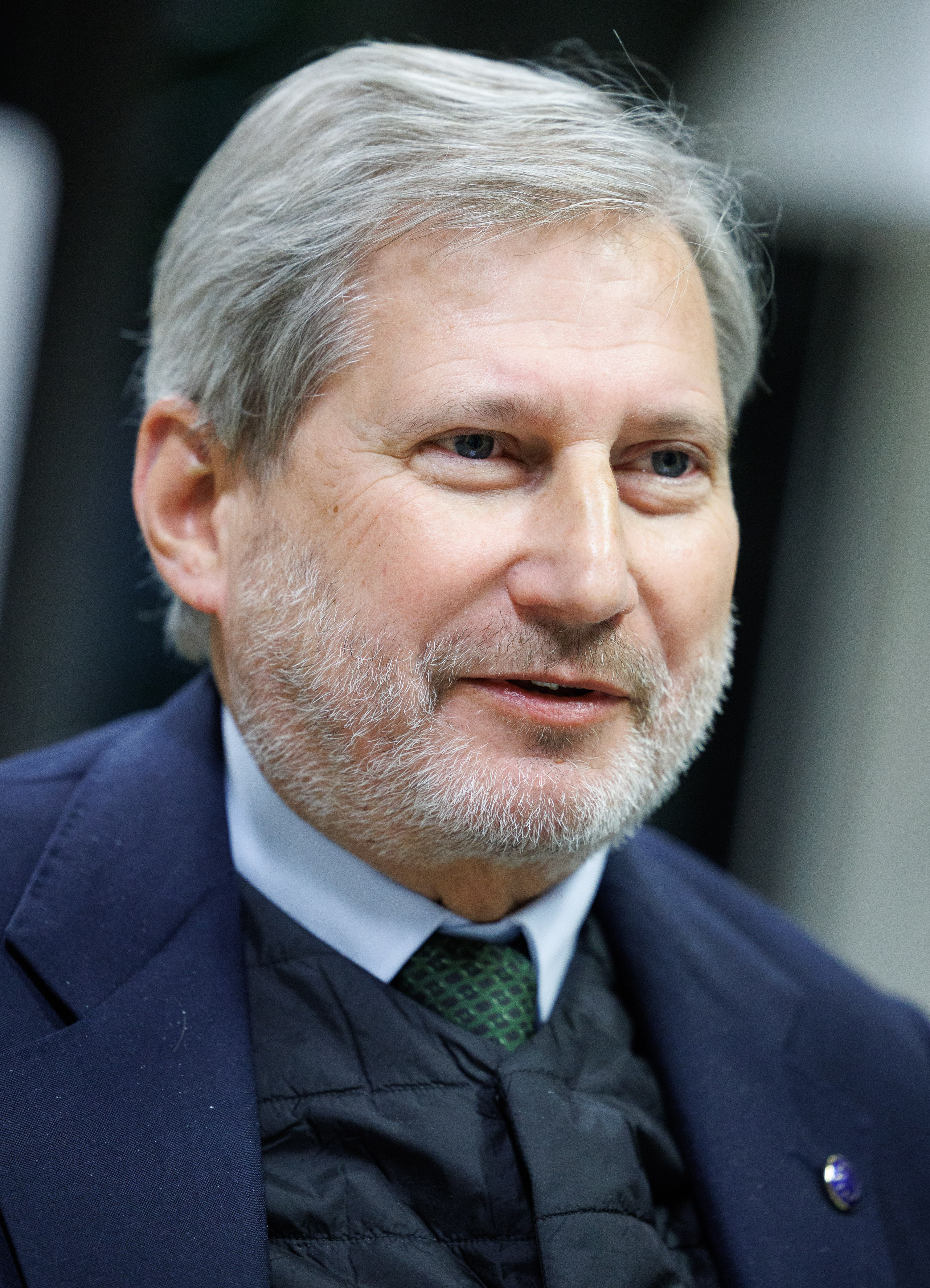
Johannes Hahn (2023)

Johannes Hahn (* 2. Dezember 1957 in Wien) ist ein österreichischer Politiker der ÖVP. Er ist seit Mai 2025 EU-Sonderbeauftragter für Zypern. Von 2019 bis 2024 war er EU-Kommissar für Haushalt und Verwaltung in der Kommission von der Leyen I. Bereits von 2014 bis 2019 war er EU-Kommissar für Europäische Nachbarschaftspolitik und Erweiterungsverhandlungen in der Kommission Juncker und ab 2010 EU-Kommissar für Regionalpolitik in der Kommission Barroso II. Von 2007 bis 2010 war er österreichischer Bundesminister für Wissenschaft und Forschung.

## Ausbildung und Privates
Johannes Hahn studierte an der Universität Wien nach seiner Matura im Jahr 1976 zunächst sechs Jahre Rechtswissenschaften, erlangte jedoch keinen Abschluss. 1982 begann er ein Studium der Philosophie, Publizistik und Germanistik. 1987 promovierte er mit der Arbeit „Die Perspektiven der Philosophie heute, dargestellt am Phänomen Stadt“.
Hahn hat einen Sohn und ein Enkelkind. Seit 2015 ist er mit der früheren Vizekanzlerin Susanne Riess liiert, die bis zu ihrem Austritt die FPÖ vertrat; am 5. August 2022 heirateten die beiden.

## Berufliche und politische Laufbahn

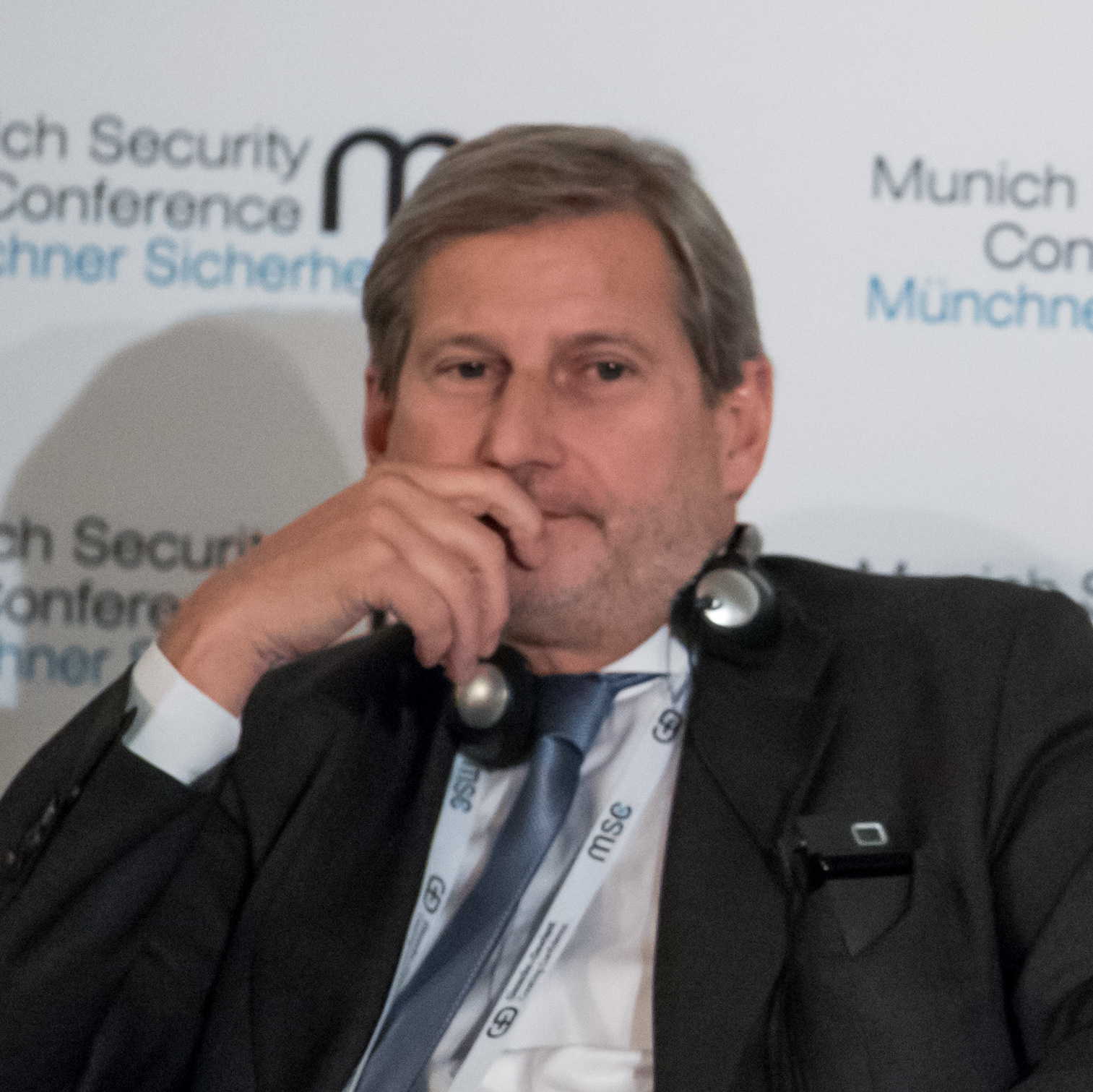
Hahn während der 54. MSC 2018

Hahn begann seine politische Karriere in der ÖVP-Jugendorganisation Junge Volkspartei, deren Wiener Landesobmann er von 1980 bis 1985 war. Danach folgten Tätigkeiten beim Bundesjugendring und im Generalsekretariat der ÖVP. 1992 wurde Hahn Landesgeschäftsführer der ÖVP Wien und 1996 Gemeinderat.
Von 1997 bis 2003 war Hahn neben seiner politischen Tätigkeit im Vorstand der Novomatic AG, einem international tätigen Verleiher von Spielautomaten und Betreiber von Spielstätten und Wettbetrieben. 2003 wurde er Vorstandsvorsitzender der Novomatic AG sowie Aufsichtsratsvorsitzender von deren Tochterunternehmen Admiral Sportwetten GmbH.
Von 2003 bis 2006 war er nicht-amtsführender Stadtrat und ab 2004 Obmann der ÖVP Wien und damit auch Spitzenkandidat für die im Oktober 2005 abgehaltene Landtagswahl, bei der die ÖVP die stark an Stimmen verlierende FPÖ überholen konnte und mit 18 Mandaten hinter der SPÖ (55 Mandate) zweitstärkste Partei im Wiener Landtag wurde.

### Wissenschaftsminister
Am 11. Jänner 2007 wurde Johannes Hahn zum Bundesminister für Wissenschaft und Forschung angelobt. Bis 2008 bekleidete er dieses Amt im Kabinett Gusenbauer, ab 2. Dezember 2008 im Kabinett Faymann I, wo er auch interimistisch bis zur Angelobung der von der ÖVP vorgeschlagenen Richterin Claudia Bandion-Ortner am 15. Jänner 2009 das Amt des Bundesministers für Justiz innehatte. In das Ende seiner Amtszeit als Wissenschaftsminister fallen auch die seit Jahrzehnten größten Studierendenproteste in Österreich 2009/2010.

#### Universitäten
Hahn trat gegen die Abschaffung von Studiengebühren durch die Bundesregierung Faymann I (SPÖ-ÖVP-Koalition) im Jahr 2008 ein, die 2001 von der Bundesregierung Schüssel I (FPÖ-ÖVP-Koalition) unter seiner Amtsvorgängerin Elisabeth Gehrer (ÖVP) eingeführt worden waren. Eine Wiedereinführung wäre seiner Ansicht nach immer noch wünschenswert. Im Gegenzug sollte das System von Studienförderungen entsprechend erweitert werden und Studierende sollten etwa durch eine bestimmte Anzahl von Nachhilfestunden für Schüler Anspruch auf Refundierung eines Teils der Gebühren erarbeiten können. In Hahns Amtszeit wurden zwei Novellen des Studienförderungsgesetzes mit einem Budgetvolumen von 25 Millionen Euro jährlichem Mehraufwand für die Studienförderung (2007 und 2008) beschlossen. Das Budget für die Studienförderung im Wissenschaftsministerium betrug 2008 insgesamt 199,5 Millionen Euro. Im Rückblick stiegen die Ausgaben für Studienförderung nach Angaben des Ministeriums ab dem Jahr 2000 von 105 Millionen Euro auf fast 200 Millionen Euro.
Im Mai 2009 wurde auf Initiative Hahns bei der Wahl zur Österreichischen Hochschülerinnen- und Hochschülerschaft (ÖH) erstmals ein E-Voting-System eingesetzt, das die Stimmabgabe über das Internet ermöglichte. Als Ziele wurden eine Steigerung oder zumindest Stabilisierung der Wahlbeteiligung und die Etablierung eines modernen, alternativen Wahlsystems genannt, das laut einer vom Ministerium in Auftrag gegebenen Umfrage im Jahr 2008 von 82 Prozent der Studierenden begrüßt wurde. Einen Vorteil für die Zukunft sah man vor allem darin, Menschen in die Wahl einbinden zu können, die man sonst nicht erreiche (Auslandsstudenten, fernlernende und berufstätige Studierende).
Begleitet wurde diese Maßnahme von Kritik sowohl an der eingesetzten technischen Lösung
als auch grundsätzlich an der Eignung solcher Technologien für geheime Wahlen, deren Ergebnis aber überprüfbar sein muss.
Die technische Umsetzung der Wahl mit E-Voting kostete fast 900.000 Euro,
genutzt wurde sie von 2161 der 59.241 an der Wahl teilnehmenden Studierenden (wahlberechtigt waren rund 230.000).

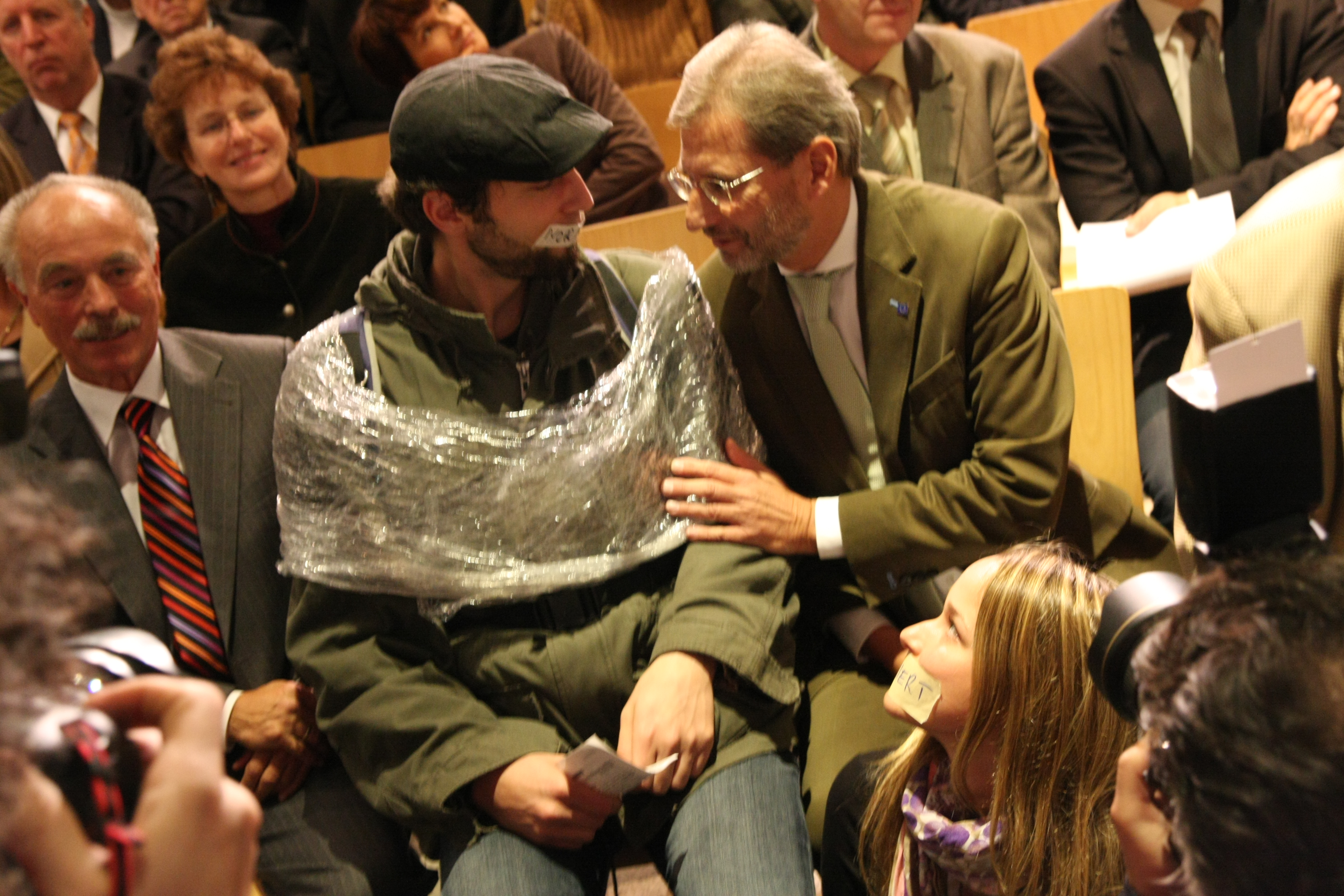
Hahn und ein protestierender Student (Oktober 2009)

Ende Oktober 2009 begannen mit der Besetzung der Aula der Akademie der bildenden Künste Wien und kurz darauf des Audimax der Universität Wien mehrmonatige Studierendenproteste in ganz Österreich, die sich insbesondere gegen Beschränkungen des freien Hochschulzuganges etwa durch Aufnahmeprüfungen und Studiengebühren richteten und eine Verbesserung der budgetären Ausstattung der Hochschulen forderten. Hahn lehnte die Proteste ab, sagte aber zu, 34 Millionen Euro aus der „Minister-Reserve“, die aus zwei Prozent des Universitäts-Budgets besteht und für Maßnahmen an den Hochschulen vorgesehen ist, bereitzustellen. Nach einem Monat der andauernden Besetzungen von Hörsälen an mehreren Universitäten lud er auch Vertreter der protestierenden Studierenden zu einem „Hochschul-Dialog“ ein.
Kurz nach Beginn der Proteste und der dadurch ausgelösten öffentlichen Diskussion über Österreichs Bildungs- und Hochschulpolitik wurde bekannt, dass Hahn Anfang 2010 seine Tätigkeit als Wissenschaftsminister beenden und in die Europäische Kommission wechseln wird.

#### Fachhochschulen
Unter Hahn wurde im Nationalrat am 4. Juli 2007 die besoldungsrechtliche Gleichberechtigung von Fachhochschul-Absolventen mit Universitätsabsolventen im Beamtendienstrecht auf Bundesebene beschlossenen. Durch diese Novelle wurden alle Absolventen von Fachhochschul-Diplom- und Masterstudiengängen ihren universitären Pendants im öffentlichen Dienst gleichgestellt. Zudem sind Studierende aller österreichischen FH-Studiengänge seit Dezember 2007 vollwertige Mitglieder der Österreichischen Hochschülerinnen- und Hochschülerschaft.
In der Nationalratssitzung vom 7. November 2007 wurde der Status des „Nebenberuflich Lehrenden“ als eigenständige Kategorie ins FHStG aufgenommen. Im April 2008 kündigte Hahn die erste Budgeterhöhung in der Geschichte der österreichischen Fachhochschulen an. Seit dem Studienjahr 2009/10 erhalten alle FH-Erhalter gleichermaßen und ohne Auflagen pro Studienplatz im Schnitt um 13,7 Prozent mehr als bisher.

#### Öffentlichkeitsarbeit für Wissenschaft und Forschung
Ein Schwerpunkt von Hahns Tätigkeit als Minister war die Öffentlichkeitsarbeit rund um wissenschaftlich und in der Forschung tätige Personen und Institutionen. Neben der Weiterführung der Kinderuniversitäten, der Vergabe des Wittgenstein-Preises und der Wiederaufnahme der Langen Nacht der Forschung wurden etwa „Visibility-Maßnahmen“ für Frauen in Wissenschaft und Forschung und das Programm „Sparkling Science“ für Schüler gestartet und in der Öffentlichkeit beworben.
Unter dem Namen „Sparkling Science“ startete im Jahr 2007 ein Forschungsprogramm des Bundesministeriums für Wissenschaft und Forschung, in dem Wissenschaftler und Jugendliche bis 2017 gemeinsam an wissenschaftlichen Projekten arbeiten sollen. Das Ziel des Programms ist, Schüler möglichst früh für Wissenschaft und Forschung zu begeistern. Im Herbst 2009 gab es nach Angaben Hahns über 100 Einzelprojekte, von kleinen Schulprojekten bis hin zu universitären Forschungsvorhaben, an denen 13.000 Schüler beteiligt waren.
2009 wurden 14 Projekte mit je 5000 Euro prämiert. Da die Schulforschungsprojekte auch wirtschaftliches Potential haben, soll Schulen, die ab 2010 ein Sparkling-Science-Projekt umsetzen können, auf vier Jahre gerechnet eine Gesamtfördersumme von 11 Millionen Euro zur Verfügung stehen.
Zusammen mit dem österreichischen Buchhandel startete Hahn im Herbst 2007 mit der jährlichen Wahl zum besten „Wissenschaftsbuch des Jahres“ eine Initiative zur Imagesteigerung und damit zur besseren Kommunikation der Errungenschaften und Leistungen der Forschung.
Die Lange Nacht der Forschung fand 2008 nach mehrjähriger Pause wieder statt. Hahn betrachtet sie als zentrale Maßnahme, um Begeisterung beziehungsweise Information rund um die Forschung zu vermitteln und als Bühne für Forscher, um ihre Arbeit und ihr Engagement einem breiten Publikum bekannt zu machen.
Die „Visibility-Maßnahmen“, die 2008 gestartet wurden, sollten erfolgreiche Frauen in Wissenschaft und Forschung in Österreich der Öffentlichkeit bekannt machen. Die geplanten Maßnahmen umfassten Medientraining und Schwerpunkte in den Medien (Filmschau „Wissenschaftlerinnen im Film“ und ein Drehbuchwettbewerb), die verstärkt über die Wissenschaftstätigkeit von Frauen berichten sollten.
Als Ergebnis von Medientrainingsmaßnahmen, die über 100 Wissenschaftlerinnen nutzten, wurde am 14. Mai 2009 eine DVD mit Interviews mit einigen von ihnen präsentiert.
Um die ressortinternen Frauenförderungsziele weiter umzusetzen, wurden im Oktober 2009 zwei Leitungspositionen an Wissenschaftlerinnen vergeben. Sabine Ladstätter wurde neue Direktorin des Österreichischen Archäologischen Instituts (ÖAI) und Irene Forstner-Müller neue Zweigstellen- und Grabungsleiterin des ÖAI in Kairo.
Mit dem 2008 geschaffenen „Award of Excellence“ sollen die besten an österreichischen Hochschulen verfassten Dissertationen ausgezeichnet werden.
Im ersten Jahr wurden 30, 2009 36 Nachwuchswissenschaftler geehrt, von denen jeder 2500 Euro Preisgeld erhielt. Die Nominierungen erfolgen durch die Rektoren der Universitäten.

#### Forschungsfinanzierung
Nachdem das Budget des Fonds zur Förderung der wissenschaftlichen Forschung, einer zentralen Einrichtung zur Förderung der Grundlagenforschung und wesentliche Quelle zur Finanzierung von Drittmittelprojekten in Österreich, im Frühjahr 2009 über längere Zeit nicht vom Ministerium beschlossen worden war, machte Hahn im Herbst 2009 einen Diskussionsvorschlag für ein neues Forschungsfinanzierungsgesetz, das das Budget für die Forschungsausgaben des Bundes bis 2020 gesetzlich fixieren sollte. Die öffentlichen Forschungs- und Entwicklungsaufwendungen sollten bis 2020 von 2,5 Milliarden auf 5 Milliarden Euro pro Jahr gesteigt werden. Damit sollte das Vertrauen gesteigert und der Forschungsstandort Österreich ausgebaut und gesichert werden.
Über diesen Diskussionsvorschlag hinaus kam es jedoch bislang zu keinem Begutachtungsentwurf und zu keiner Regierungsvorlage über ein derartiges Gesetz.
Zur Unterstützung der Forschung in und über Museen wurde im Herbst 2009 mit „forMuse“ ein mit zwei Millionen Euro dotiertes Förderungsprogramm aufgelegt. Zunächst werden damit laut Hahn Projekte aus „großen Häusern“ gefördert, etwa die anthropologische Sammlung des Naturhistorischen Museums, die Untersuchung der Kupferfraßschäden an Handschriften der Nationalbibliothek oder Forschungen über die Enteignung von Kraftfahrzeugen unter dem NS-Regime am Technischen Museum Wien. In einer zweiten Runde sollen Kleinprojekte zum Zug kommen.

#### Internationale Beziehungen

##### Beitritt zur ESO
Am 1. Juli 2008 trat Österreich als 14. Mitglied dem seit 1962 bestehenden Forschungsverbund der Europäischen Organisation für astronomische Forschung in der südlichen Hemisphäre (Europe Southern Observatory, ESO) bei. Hahn selbst beurteilte diesen Beitritt nach seiner Entscheidung im April 2008 als die relevanteste forschungspolitische Entscheidung seit 20 Jahren, von der nicht nur Astronomen, sondern auch Physiker, Mathematiker, Software-Spezialisten und High-tech-Firmen profitieren werden. Ein Viertel der Eintrittsgebühr wird durch Lieferungen von High-tech, Software und Know-how abgeleistet.
Bis Anfang 2009 waren Verträge über insgesamt 5 Millionen Euro, die österreichischen Wissenschaftlern zugutekommen, formuliert.

##### Austrittswunsch aus dem CERN-Projekt
Am 7. Mai 2009 kündigte Hahn im Budget-Unterausschuss des Nationalrats im Zuge der parlamentarischen Beratungen um die Wissenschafts- und Forschungsbudgets für 2009 und 2010 an, die seit 50 Jahren bestehende österreichische Mitgliedschaft im CERN ab 2010 beenden zu wollen, da die Kosten dafür zu hoch wären. Mit dem Mitgliedsbeitrag in Höhe von 16 Millionen Euro jährlich seien 70 Prozent der Mittel, die für Mitgliedschaften zur Verfügung stehen, an die CERN-Mitgliedschaft gebunden und blockierten so zukunftsträchtigere Wege der Forschungskooperation, die für die nationale Profilbildung, die internationale Präsenz und Wettbewerbsfähigkeit wesentlich seien. Wesentlicher als die Mitgliedschaft bei CERN erachtete Hahn Beteiligungen im Bereich Sozial- und Humanwissenschaften, Bio- und Medizinwissenschaften, Materialwissenschaften sowie Physik und Astronomie.
Dieser Schritt hat heftige Kritik von Wissenschaftlern aus Österreich und dem Ausland, darunter einige Nobelpreisträger, hervorgerufen und hat auch am CERN große Sorge über mögliche Konsequenzen bewirkt. Mit diesem Schritt, so wurde von Wissenschaftlern verlautbart, wäre mittel- bis langfristig die Grundlagenforschung in der Teilchenphysik in Österreich gefährdet. Aber auch das in Wiener Neustadt geplante Krebstherapieprojekt MedAustron würde durch den Ausstieg gefährdet. Für einen tatsächlichen Ausstieg wäre neben einem Regierungsbeschluss auch die Zustimmung des Nationalrates sowie des Bundespräsidenten erforderlich gewesen.
Am 18. Mai 2009 sprach sich Bundeskanzler Werner Faymann öffentlich gegen den Ausstieg aus dem CERN aus, woraufhin auch Hahn einlenkte.

##### CETA und TTIP
Im Gegensatz zur österreichischen Regierung, die einer Behandlung der beiden Handelsabkommen nur durch die EU kritisch gegenüber steht, verteidigte er 2016 den Standpunkt der Kommission, das Handelsabkommen CETA sowie in der Folge TTIP ohne nationale Parlamente zu beschließen.

##### Austausch International
Im Zuge eines Besuches in der Volksrepublik China im September 2009, wo Österreich bereits seit Längerem wissenschaftliche Kooperationen unter anderem mit der Fudan-Universität in Shanghai unterhält, unterstrich Hahn die Bedeutung dieser Zusammenarbeit. Angekündigt wurde auch eine mögliche gemeinsame Bewerbung um das Europe-China Clean Energy Centre (EC2), ein gemeinsames Projekt der Europäischen Union und Chinas.

### EU-Kommissar

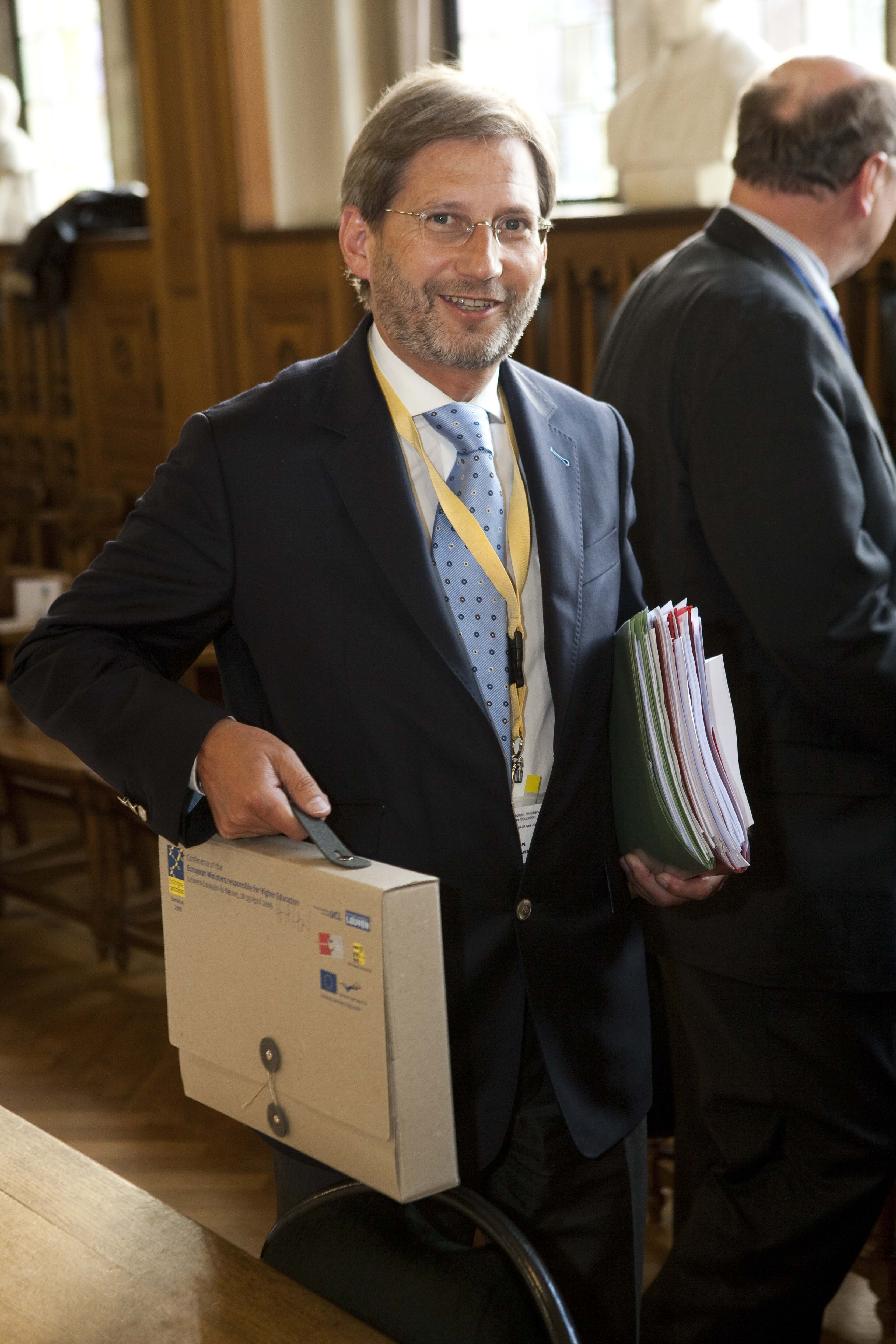
Johannes Hahn (2009)

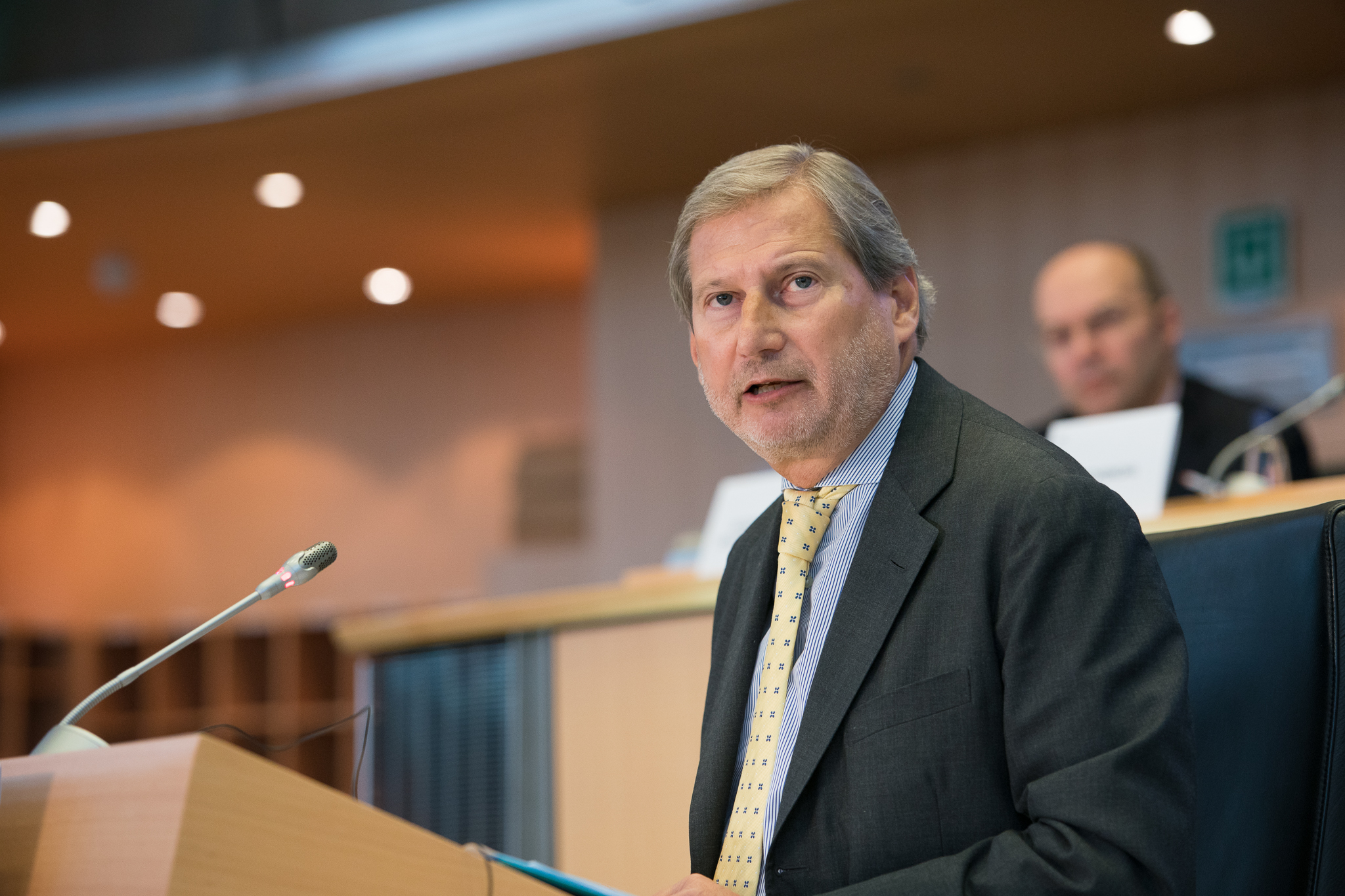
Johannes Hahn beim Hearing für die Kommission von der Leyen I (2019)

Am 27. Oktober 2009 wurde bekannt, dass die Koalitionspartner in der Bundesregierung sich dafür entschieden hatten, Hahn als neuen österreichischen EU-Kommissar im Jahr 2010 nach Brüssel zu entsenden und somit als Nachfolger von Benita Ferrero-Waldner als österreichisches Mitglied der Kommission Barroso II zu nominieren. Am 5. November 2009 stimmte der Hauptausschuss des Nationalrats seiner Nominierung zu. Sein Geschäftsbereich war zu diesem Zeitpunkt noch nicht fixiert. Zunächst kündigte er an, trotz der Tätigkeit als EU-Kommissar auch weiterhin Vorsitzender der Wiener ÖVP bleiben und als solcher auch als Spitzenkandidat in die Landtags- und Gemeinderatswahl in Wien 2010 gehen zu wollen. Da der Verhaltenskodex für EU-Kommissare zwar eine Parteimitgliedschaft erlaubt, die Ausübung von anderen politischen Ämtern neben jenem in der Europäischen Kommission aber ausschließt, musste er von diesem Plan Abstand nehmen. Seine Nachfolgerin in Wien wurde Christine Marek.
Am 27. November 2009 gab Kommissionspräsident José Manuel Barroso bekannt, dass Hahn als Kommissar für Regionalpolitik vorgesehen sei. Das Europäische Parlament veranstaltete Anfang 2010 ein Hearing, Hahn stellte sich am 14. Jänner 2010 den Fragen der Parlamentsmitglieder und stellte fest, die Regionalpolitik sei eine „europäische Erfolgsgeschichte“, zu der es keine Alternative gebe. Er setzte sich besonders für die Förderung der Bildung und Kreativität in Europa ein.
Das Europäische Parlament stimmte am 9. Februar 2010 mit 488 Stimmen bei 137 Gegenstimmen und 72 Enthaltungen für die neue EU-Kommission. Johannes Hahn konnte damit seine Tätigkeit als Regionalkommissar im Kollegium von Kommissionspräsident José Manuel Barroso für die nächsten fünf Jahre antreten.
In seiner Rolle als EU-Kommissar für Europäische Nachbarschaftspolitik und Erweiterungsverhandlungen leitete Hahn gemeinsam mit der EU-Außenbeauftragten Federica Mogherini eine umfassende Reform der Europäischen Nachbarschaftspolitik (ENP) in die Wege. EU-Kommissionspräsident Juncker hatte den Kommissar mit der Durchführung dieser Reform beauftragt. Im März 2015 wurde eine umfassende Konsultation zur Reform der ENP gestartet.
Vom 1. Dezember 2019 bis zum 30. November 2024 war Hahn EU-Kommissar für Haushalt und Verwaltung in der Kommission von der Leyen I.
Im Mai 2025 wurde er zum EU-Sonderbeauftragten für Zypern ernannt.

## Plagiatsvorwürfe gegen Dissertation
Im Mai 2007 warf ihm der Salzburger Medienwissenschaftler Stefan Weber vor, in seiner Arbeit absolut schlampig gearbeitet und seitenweise unzitiert abgeschrieben zu haben.  Ein Gutachten der Ombudsstelle der Universität Zürich wertete die von Weber inkriminierten Passagen jedoch als „nicht plagiatsverdächtig“. Laut dem Wiener Philosophen Herbert Hrachovec, der wie der Betreuer der Dissertation von Hahn, Peter Kampits, am Institut für Philosophie der Universität Wien lehrt, lag diesem Gutachten aber nur ein kleiner Teil der Doktorarbeit zugrunde. Über die gesamte Arbeit hinweg gebe es Dutzende nicht korrekt gekennzeichnete Zitate.
Im Juni 2009 veröffentlichte Hrachovec einen Forschungsbericht, in dem er die ersten 100 Seiten der Doktorarbeit analysiert. Den Vorwurf des Plagiats hielt er danach für übertrieben, attestierte Hahn jedoch „schlampiges“ Zitieren sowie der Arbeit insgesamt fehlendes wissenschaftliches Niveau.

„Es handelt sich um eine Arbeit minderer Qualität, die stellenweise an das Banale und sogar Peinliche grenzt. In ihrer Abfassung sind elementare Regeln des wissenschaftlichen Arbeitens vielfach mißachtet worden. Die Schlamperei grenzt an Fahrlässigkeit. Mit Wissenschaft hat das nur als abschreckendes Beispiel zu tun.“

Die Universität Wien ging den Vorwürfen nach, verzichtete aber auf die Einleitung eines Plagiatsprüfungsverfahrens, weil Hahn nie fremdes geistiges Eigentum als sein eigenes ausgegeben habe. Anfang 2011 beschuldigte Weber im Rahmen eines Interviews anlässlich der Plagiatsvorwürfe gegen Karl-Theodor zu Guttenberg gegenüber tagesschau.de die Universität Wien mangelnden Interesses, dem Fall nachzugehen, und forderte erneut die Aberkennung des akademischen Grades.
Ende Februar 2011 beauftragte der Grünen-Abgeordnete Peter Pilz Weber, die Doktorarbeit Hahns nochmals zu begutachten. Am 18. April 2011 gab die Universität Wien bekannt, die Dissertation nun ebenfalls doch noch prüfen zu wollen.
Das Ende Mai 2011 veröffentlichte Gutachten von Weber ergab, dass 17,2 Prozent der Gesamtzeilenanzahl der Arbeit plagiiert sind. Hahns 254-seitige Dissertation enthält demnach 76 „Plagiatsfragmente“ auf 64 Seiten. Teilweise habe Weber seitenweise abgeschriebene, nicht gekennzeichnete Zitate gefunden. Die Dissertation sei mehr eine „Textcollage“ und könne nicht als wissenschaftliche Dissertation bezeichnet werden.
Hahn wies die erneuten Plagiatsvorwürfe als haltlos zurück. Das Gutachten von Weber sei „politisch motiviert, wenig überraschend und nicht maßgeblich“, so Hahn in einer Stellungnahme. Am 4. November 2011 gab die Universität Wien bekannt, dass es sich ihrer Meinung nach bei der Arbeit um kein Plagiat handeln würde, allerdings „würde eine solche Dissertation [heute] nicht mehr angenommen“.

## Auszeichnungen (Auszug)
- 2010: Großes Goldenes Ehrenzeichen am Bande für Verdienste um die Republik Österreich[74]
- 2012: Großes Goldenes Ehrenzeichen für Verdienste um das Land Wien[75]
- 2024: Komturkreuz mit dem Stern des Landes Burgenland[76]
- 2024: Großes Goldendes Ehrenzeichen des Landes Kärnten[77][78]